# 欧赞 (阿肯色州)
欧赞（英語：Ozan）是一個位於美國阿肯色州亨普斯特德縣的市鎮。

## 地理
欧赞的座標為33°50′56″N 93°43′17″W / 33.84889°N 93.72139°W，而該地的平均海拔高度為118米（即387英尺）。

## 人口
根據2020年美國人口普查的數據，欧赞的面積為0.85平方千米，皆為陸地。當地共有人口50人，而人口密度為每平方千米58人。